# Eliseni, Harghita
Eliseni (maghiară Székelyszenterzsébet) este un sat în comuna Secuieni din județul Harghita, Transilvania, România.

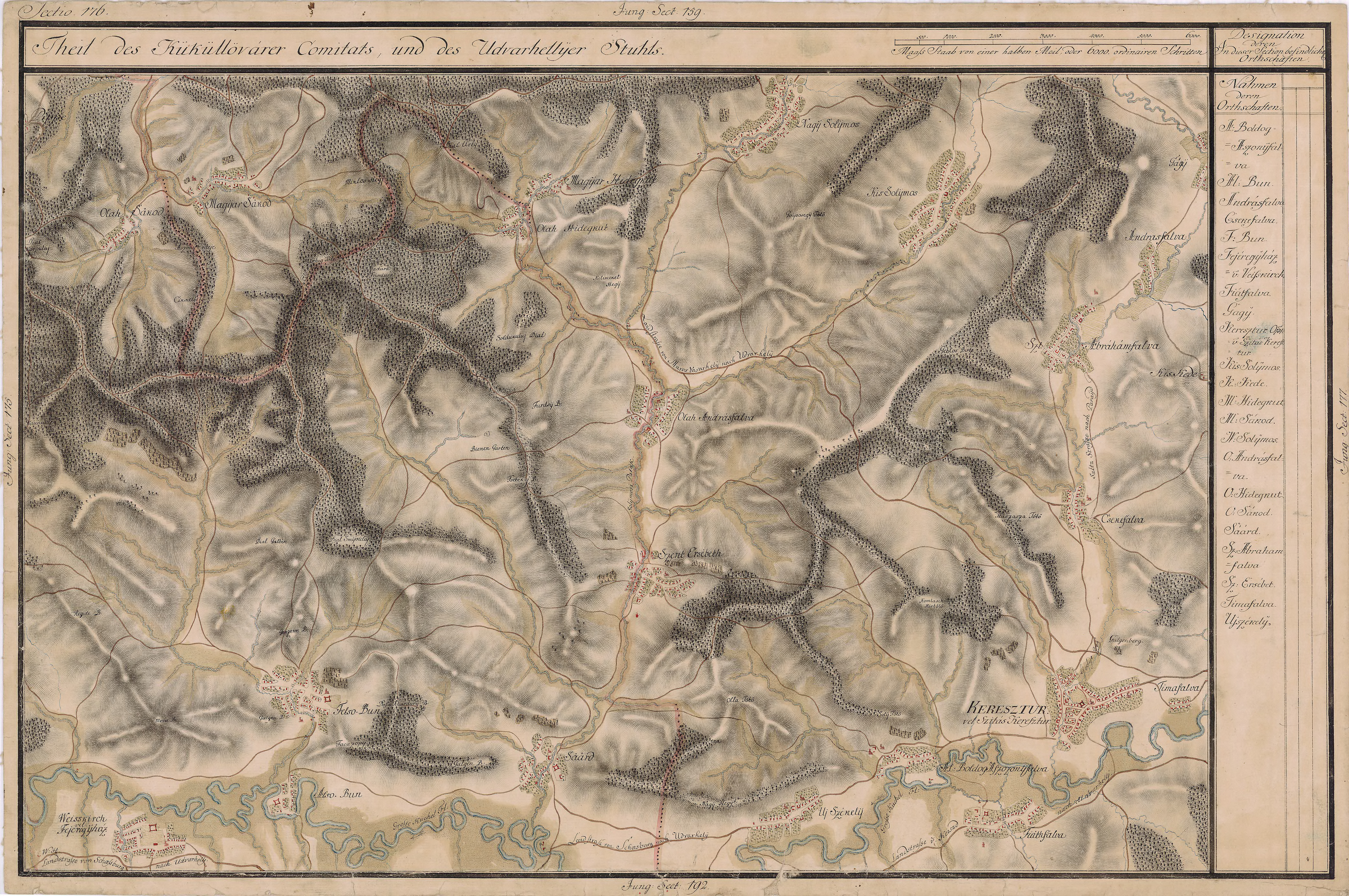
Eliseni în Harta Iosefină a Transilvaniei, 1769-73

## Personalități
- Abodi Nagy Béla (1918-2012), pictor.

## Imagini

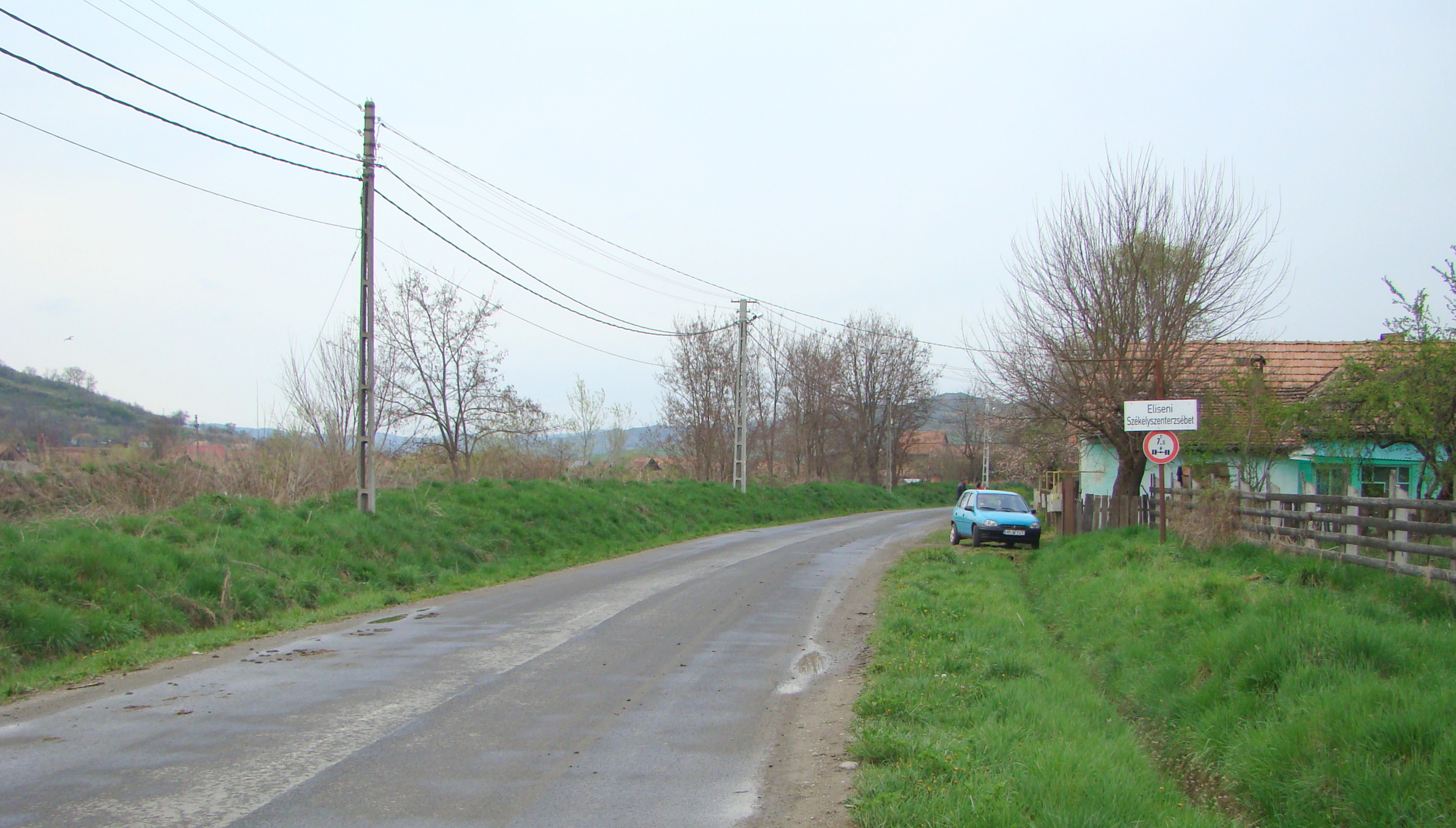
Intrarea în localitate
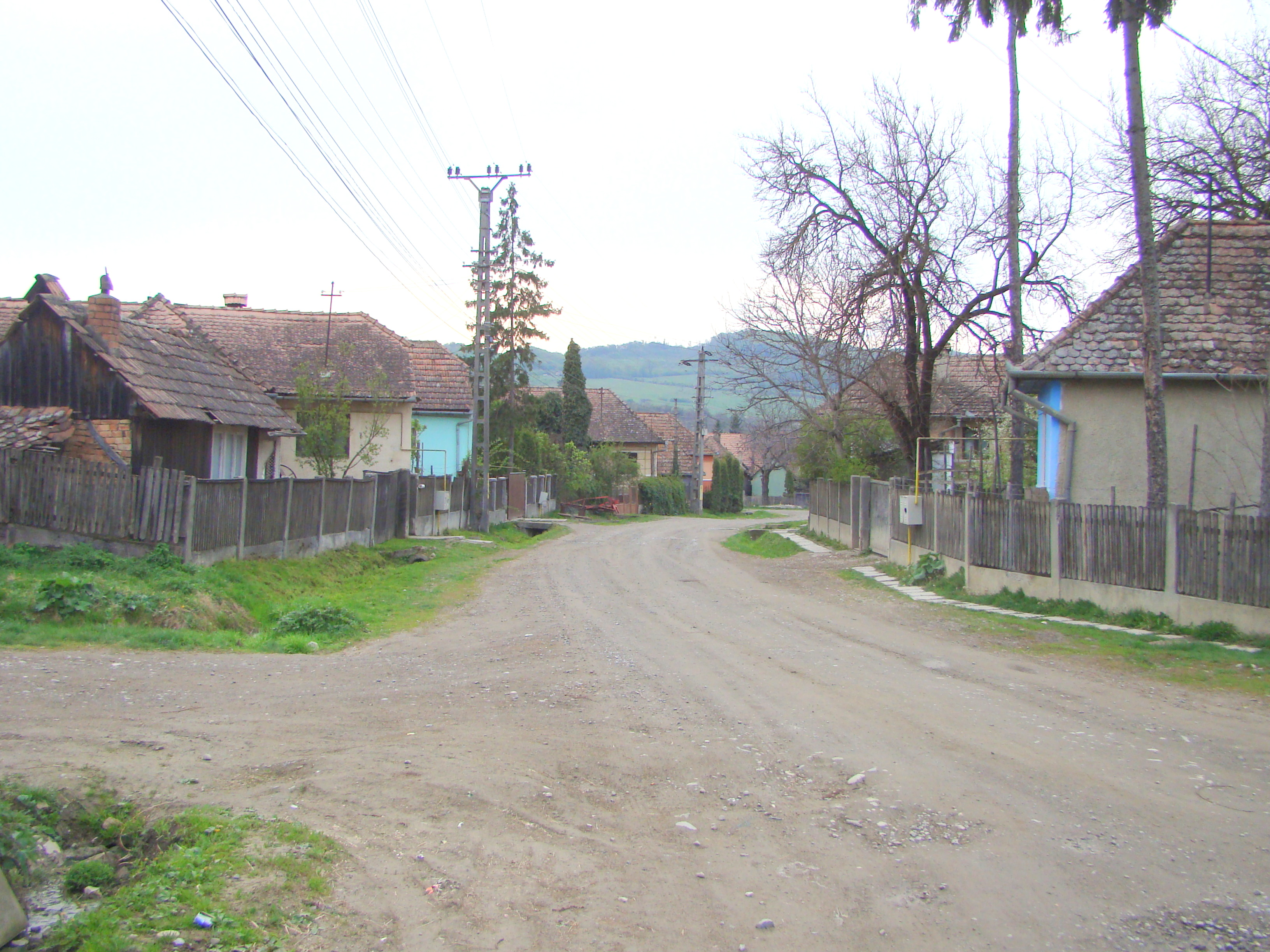
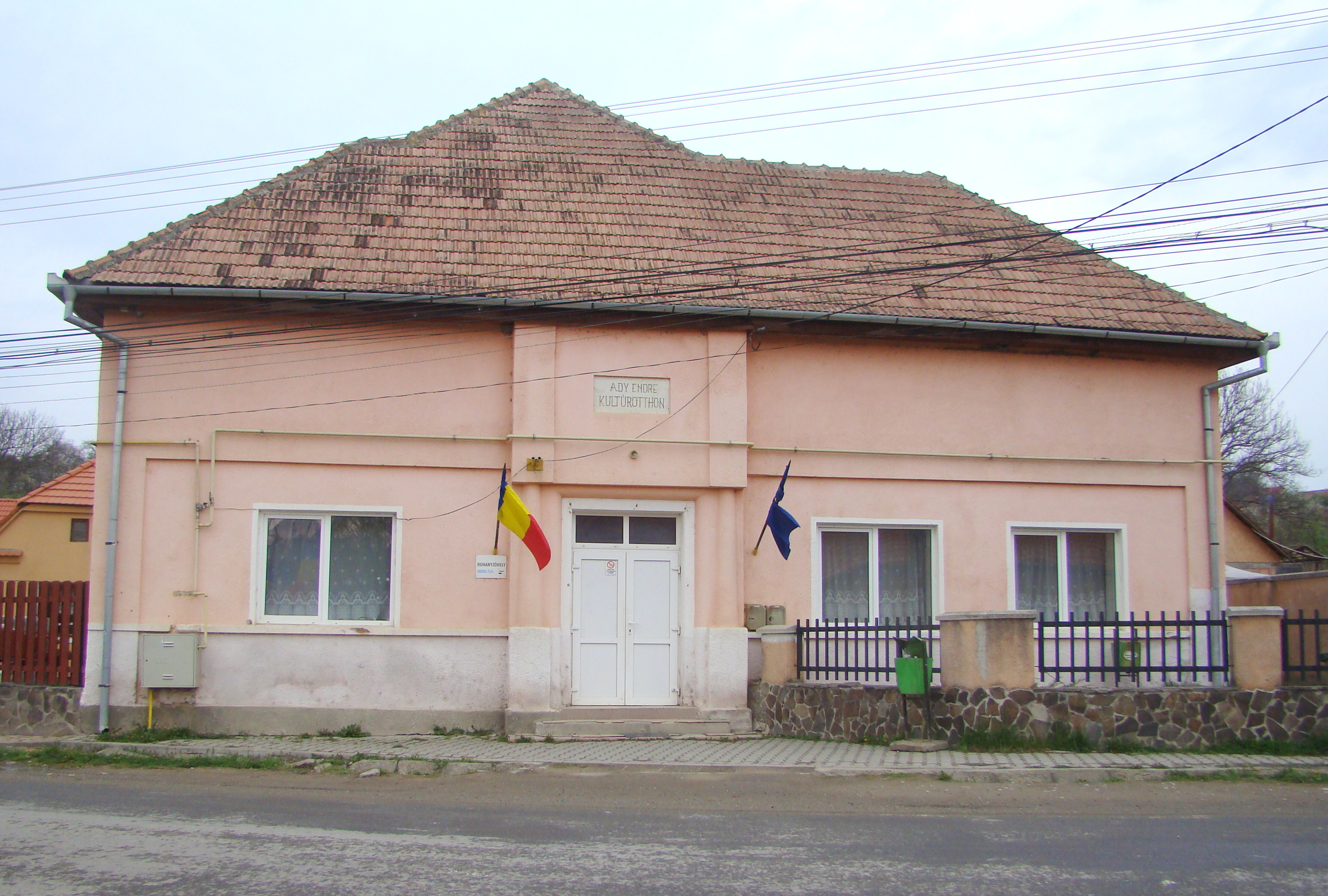
Căminul cultural
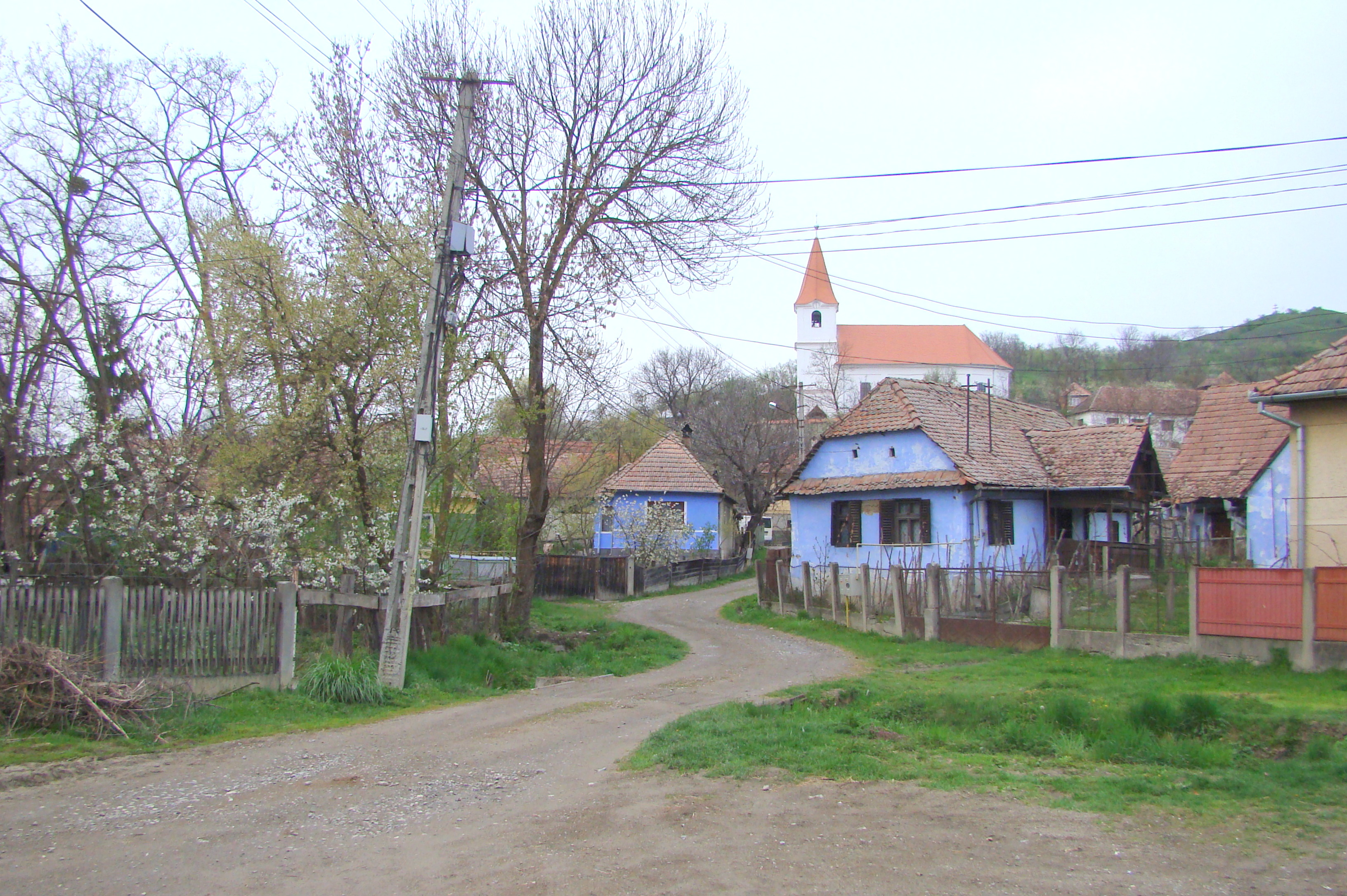
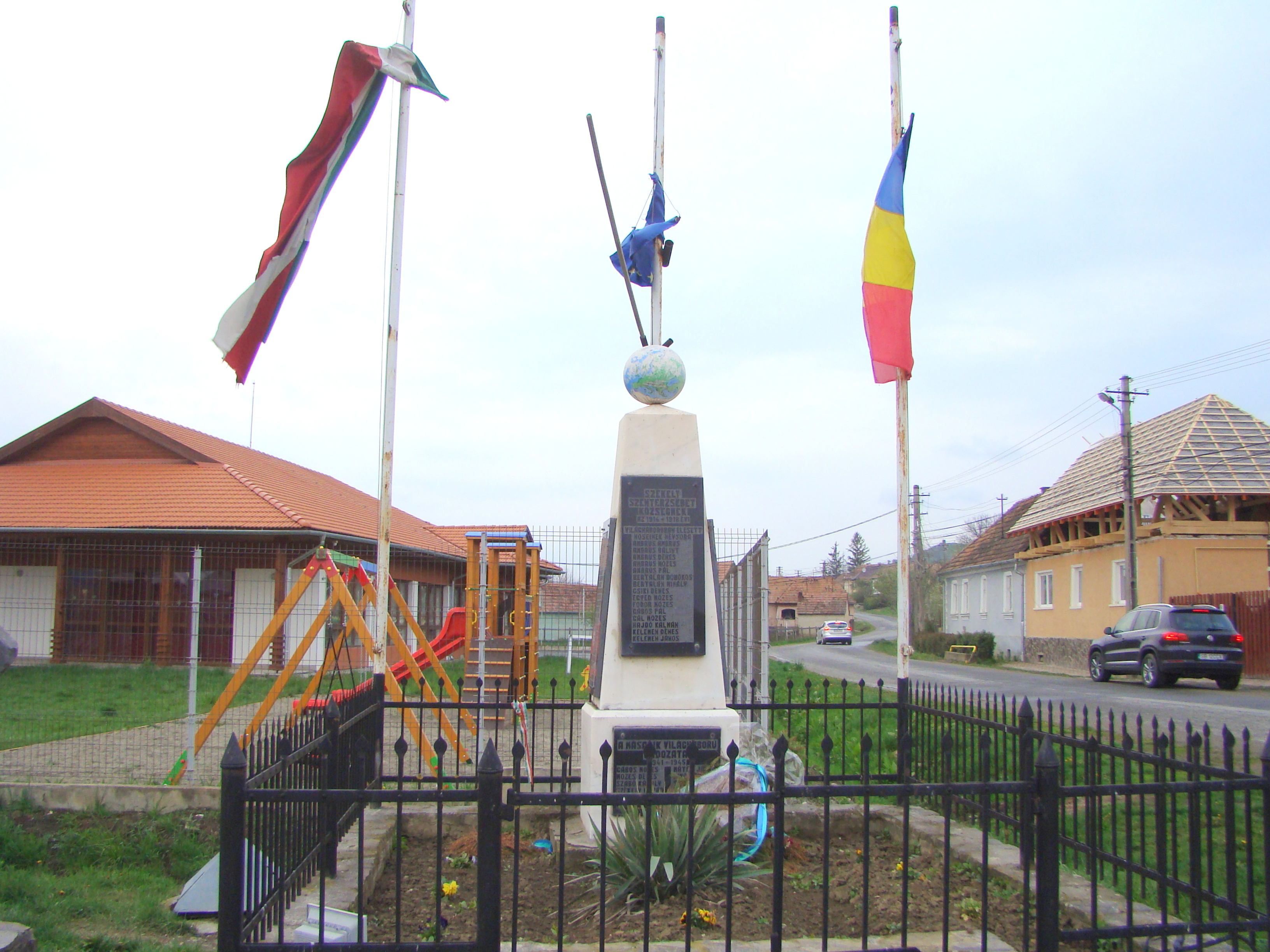
Monumentul eroilor
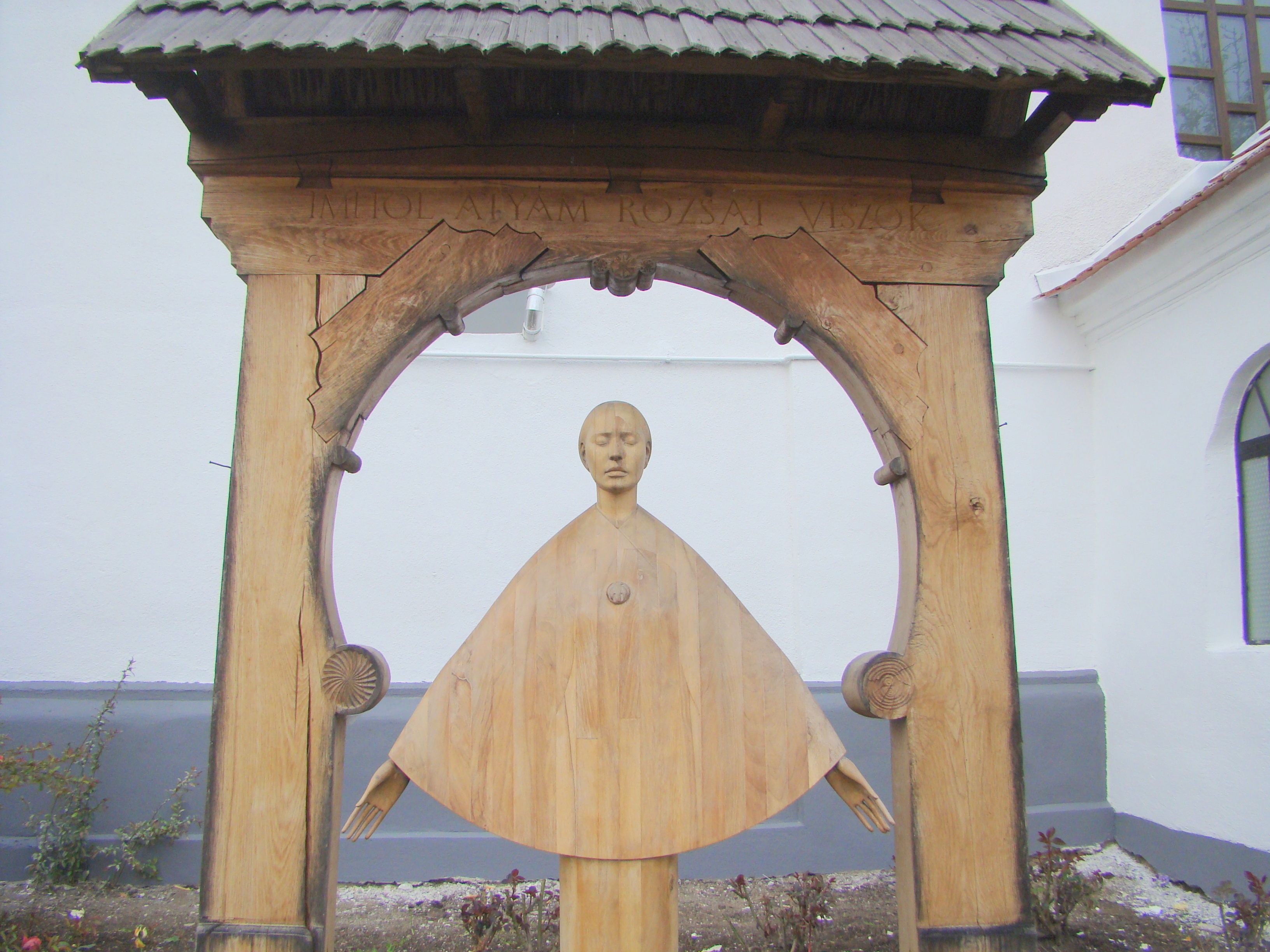
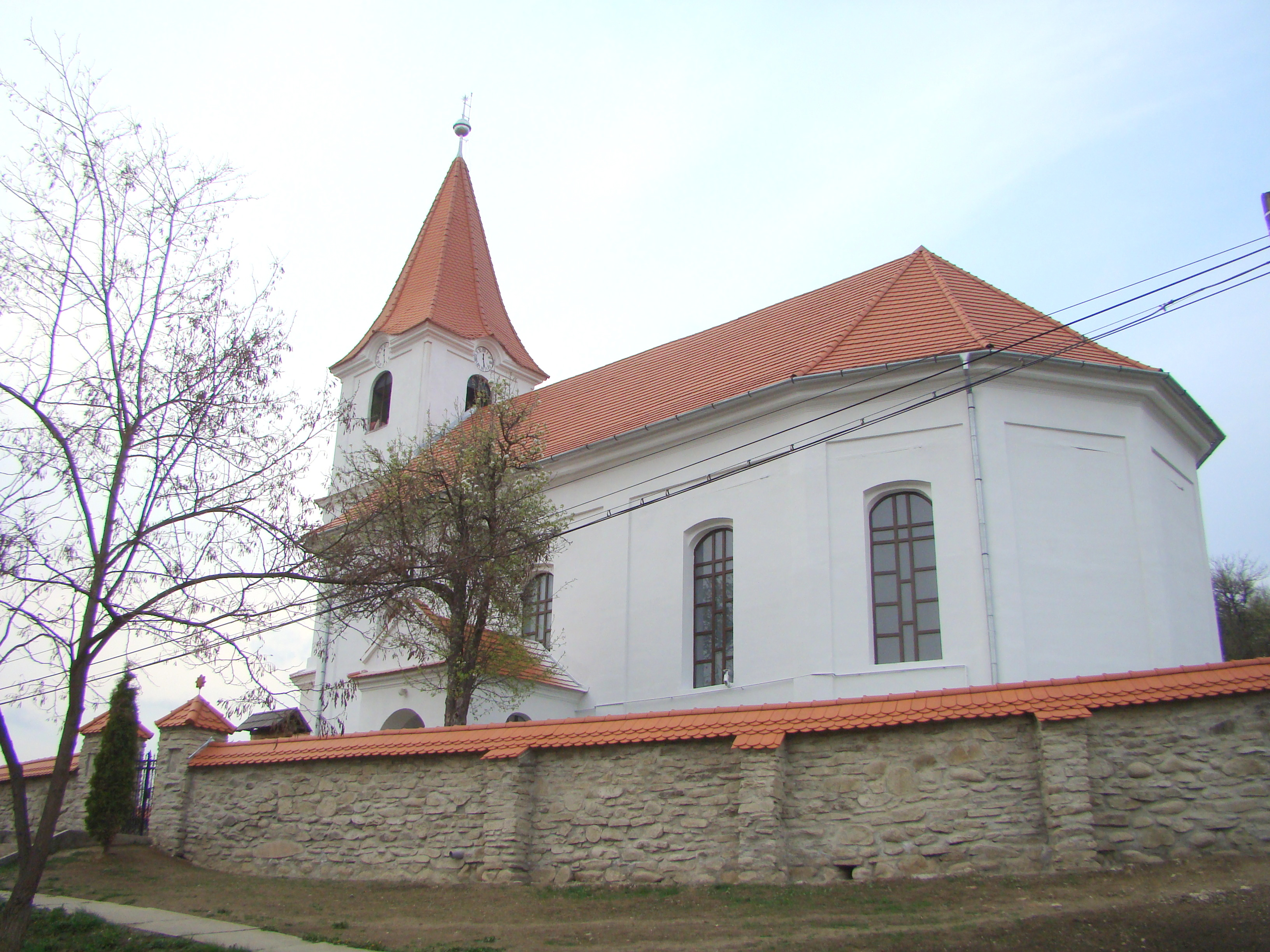
Biserica reformată
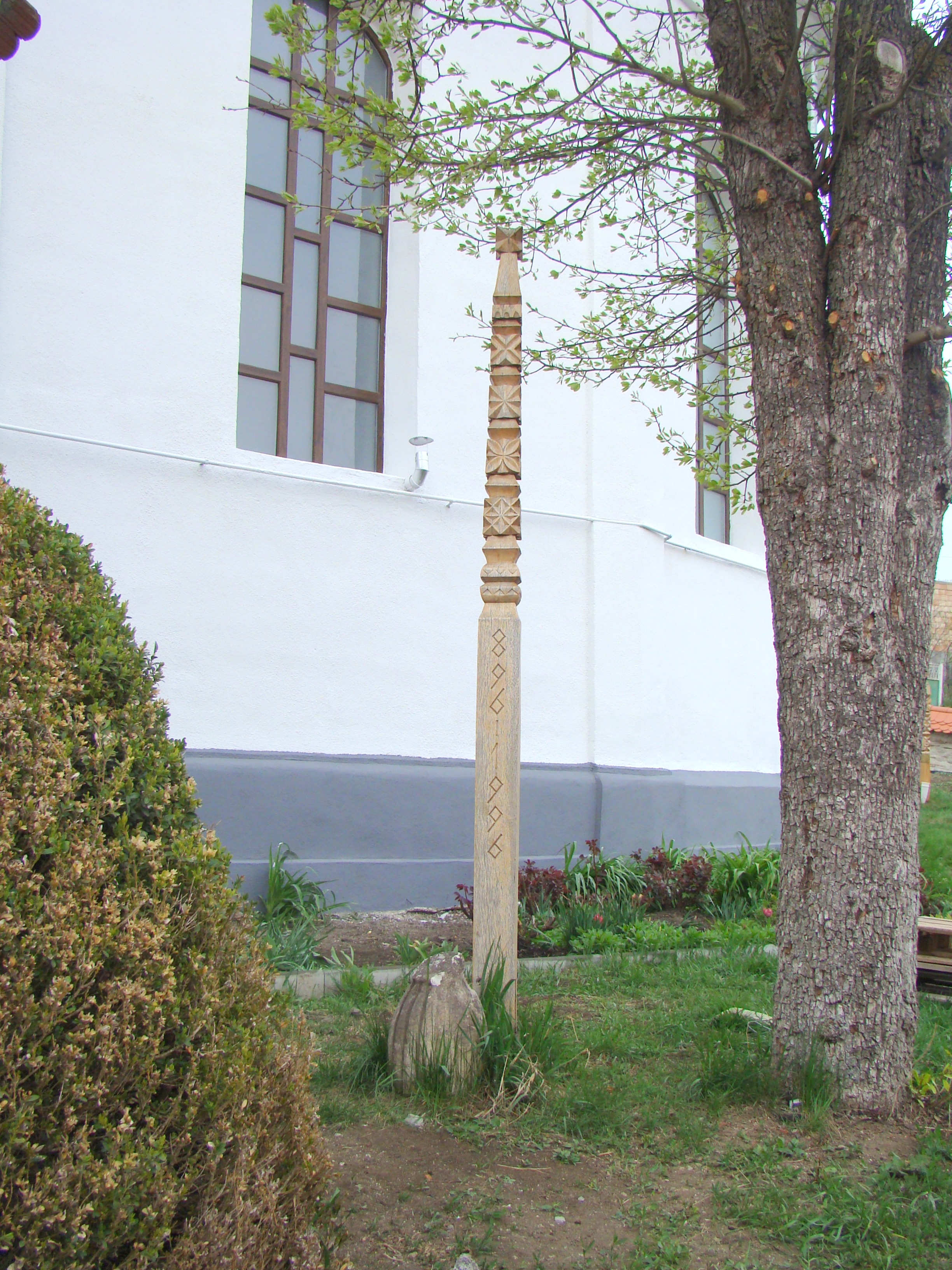

 Acest articol despre o localitate din județul Harghita este deocamdată un ciot. Puteți ajuta Wikipedia prin completarea lui.